# Enough (Miami)
«Enough (Miami)» (с англ. — «Хватит (Майами)») — сингл американской хип-хоп- исполнительницы Карди Би. Он был выпущен 15 марта 2024 года на лейбле Atlantic Records. Песня стала первым сольным синглом исполнительницы с момента выхода «Up» в 2021 году.
Сингл дебютировал на 9 позиции в главном сингловом чарте США Billboard Hot 100, став двенадцатым треком Карди Би в первой десятке.

## Видеоклип
Музыкальное видео было снято Пейшенс Хардинг и выпущено вместе с песней 15 марта 2024 года. В нём Карди Би делает много отсылок к наследию Мисси Эллиотт, тем самым отдавая ей дань уважения.

## Чарты
| Чарты (2024)                          | Высшая позиция |
| ------------------------------------- | -------------- |
| Канада (Billboard Canadian Hot 100)   | 75             |
| Мир (Billboard Global 200)            | 24             |
| Новая Зеландия Hot Singles (RMNZ)     | 9              |
| Нигерия (TurnTable Top 100)           | 51             |
| Швеция (Sverigetopplistan)            | 7              |
| Великобритания (OCC UK Singles)       | 85             |
| США (Billboard Hot 100)               | 9              |
| США (Billboard Hot R&B/Hip-Hop Songs) | 3              |
| США (Billboard Rhythmic)              | 16             |

## Награды и номинации
| Награда | Год  | Категория             | Результат | Прим.  |
| ------- | ---- | --------------------- | --------- | ------ |
| Грэмми  | 2025 | Лучшее рэп-исполнение | Номинация | [ 13 ] |

## История релиза
| Регион | Дата          | Формат                     | Версии                                       | Лейбл    | Прим.  |
| ------ | ------------- | -------------------------- | -------------------------------------------- | -------- | ------ |
| Мир    | 15 марта 2024 | цифровая загрузка стриминг | Оригинальная акапелла инструментальная       | Atlantic | [ 14 ] |
| Мир    | 18 марта 2024 | цифровая загрузка стриминг | Sped up slowed down                          | Atlantic | [ 15 ] |
| Мир    | 20 марта 2024 | цифровая загрузка стриминг | Bronx drill mix Bronx drill mix instrumental | Atlantic | [ 16 ] |
| США    | 22 марта 2024 | CD                         | Оригинальная                                 | Atlantic | [ 17 ] |
| США    | 26 июля 2024  | Винил                      | Оригинальная                                 | Atlantic | [ 18 ] |